# الحلال (مكيراس)

تعديل مصدري - تعديل

الحلال هي إحدى قرى عزلة مكيراس بمديرية مكيراس التابعة لمحافظة البيضاء، بلغ تعداد سكانها 63 نسمة حسب تعداد اليمن لعام 2004.